# 天主教伊茲密爾總教區
天主教伊茲密爾總教區（拉丁語：Archidioecesis Smyrnensis）是土耳其一個羅馬天主教總教區。與多數總教區不同，本總教區並無下屬教區。
2011年，有6,000名教友，有11個堂區、13名司鐸、1名終身執事、13名修士、10名修女。
1818年3月18日由教宗庇護七世升為總教區。